# 香港賽馬博物館

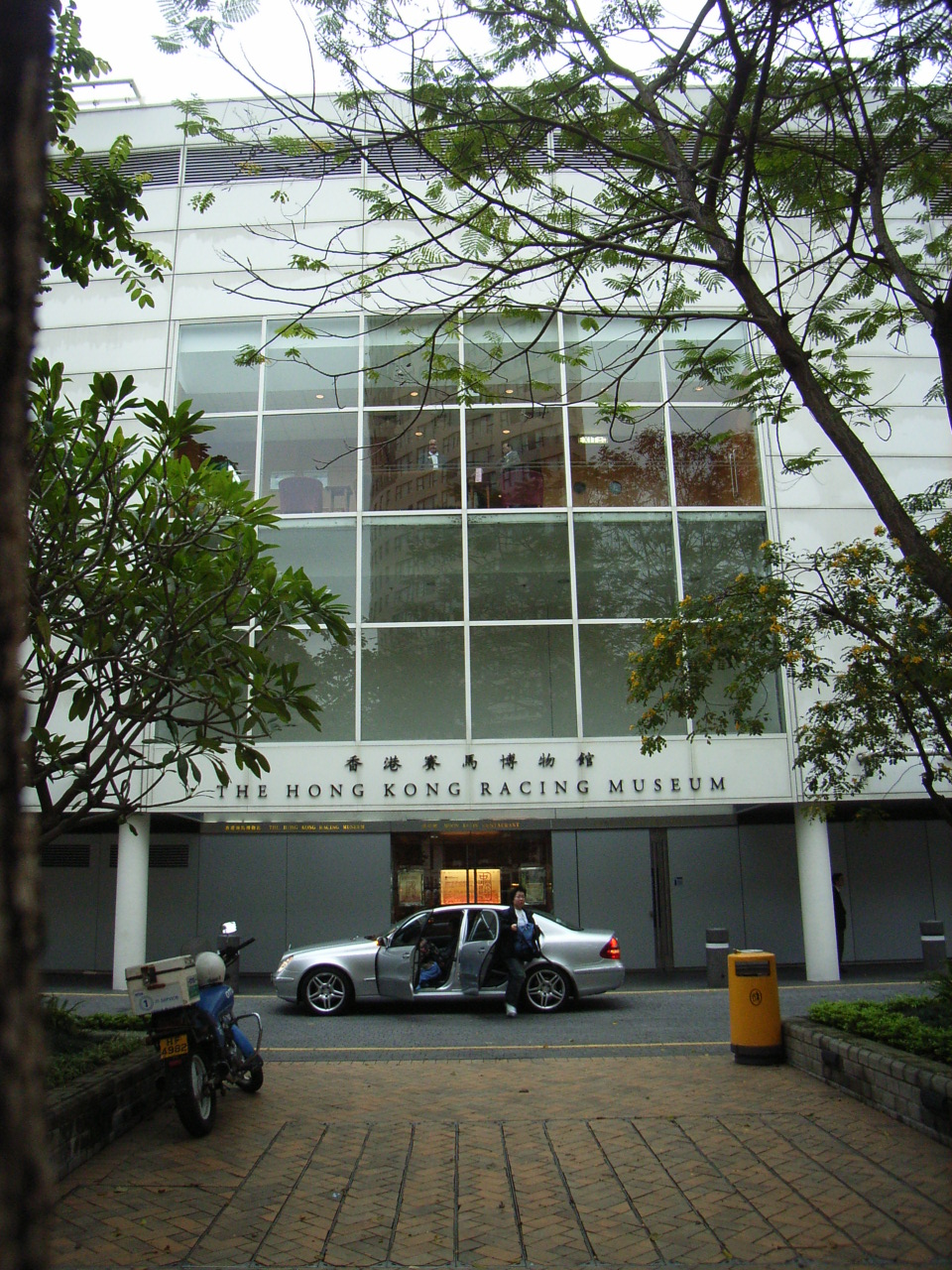
香港賽馬博物館

香港賽馬博物館(The Hong Kong Racing Museum、香港競馬博物館)は、香港のハッピーバレー競馬場のスタンド3階に併設された博物館である。

## 概要
香港賽馬博物館は、1996年10月18日に開館した。敷地は約6000平方メートルで、博物館に8つの展示室が設置されている。そのうち一つは84人が入る事が出来る映像室があり、香港ジョッキークラブが制作したビデオを放映している。
展示物のテーマは香港における競馬の歴史を紹介するもので、ハッピーバレー競馬場と沙田競馬場の展史や、香港で活躍した名馬の戦績を紹介しており、これらの馬の骨格標本も展示されている。また、日本が香港を占領していた時期に開催された競馬の馬券なども展示されている。この他、名馬の写真集などの土産物も販売されている。
賽馬博物館は入場無料である。

## 展示物など

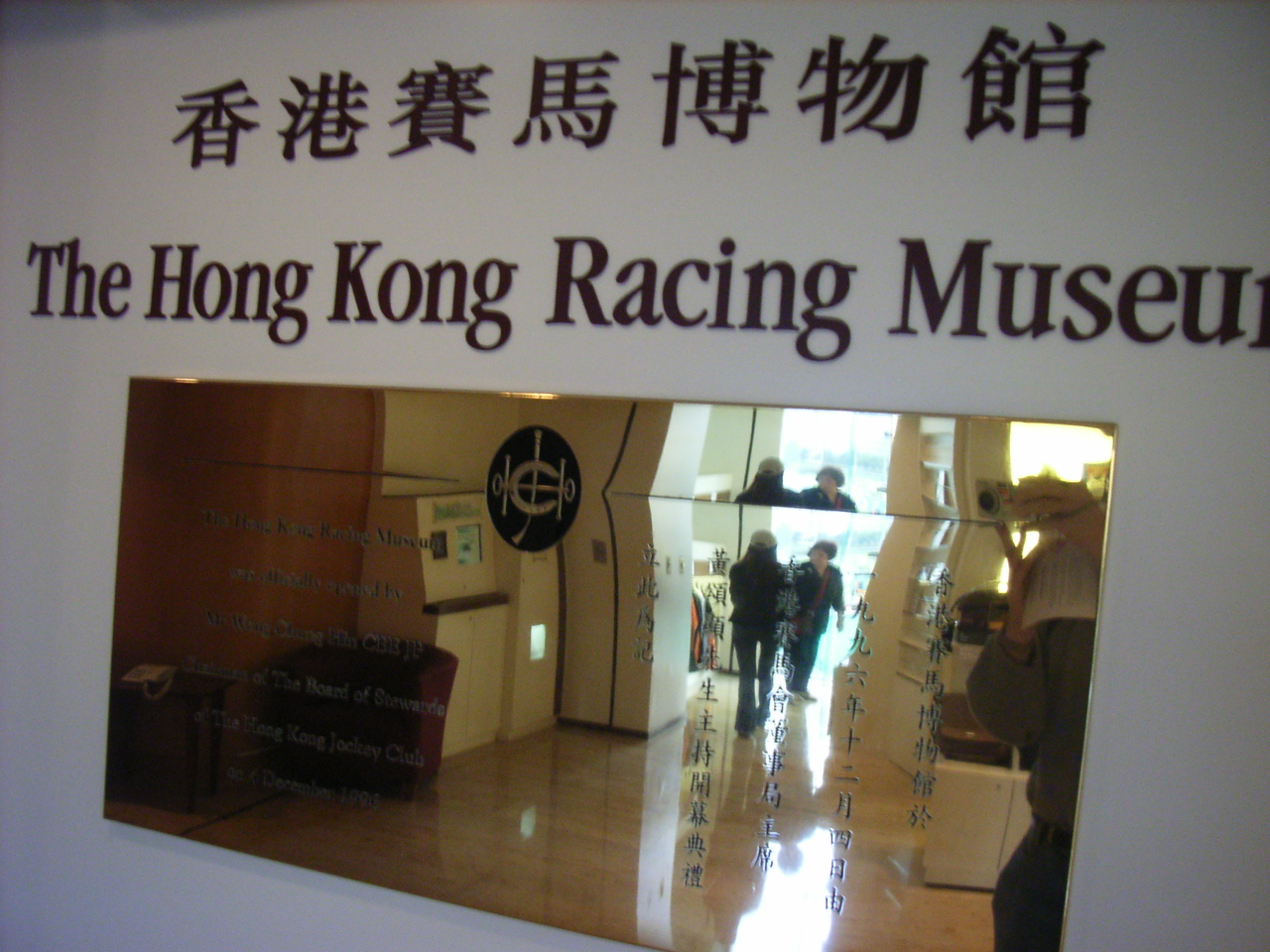
香港賽馬博物館入り口
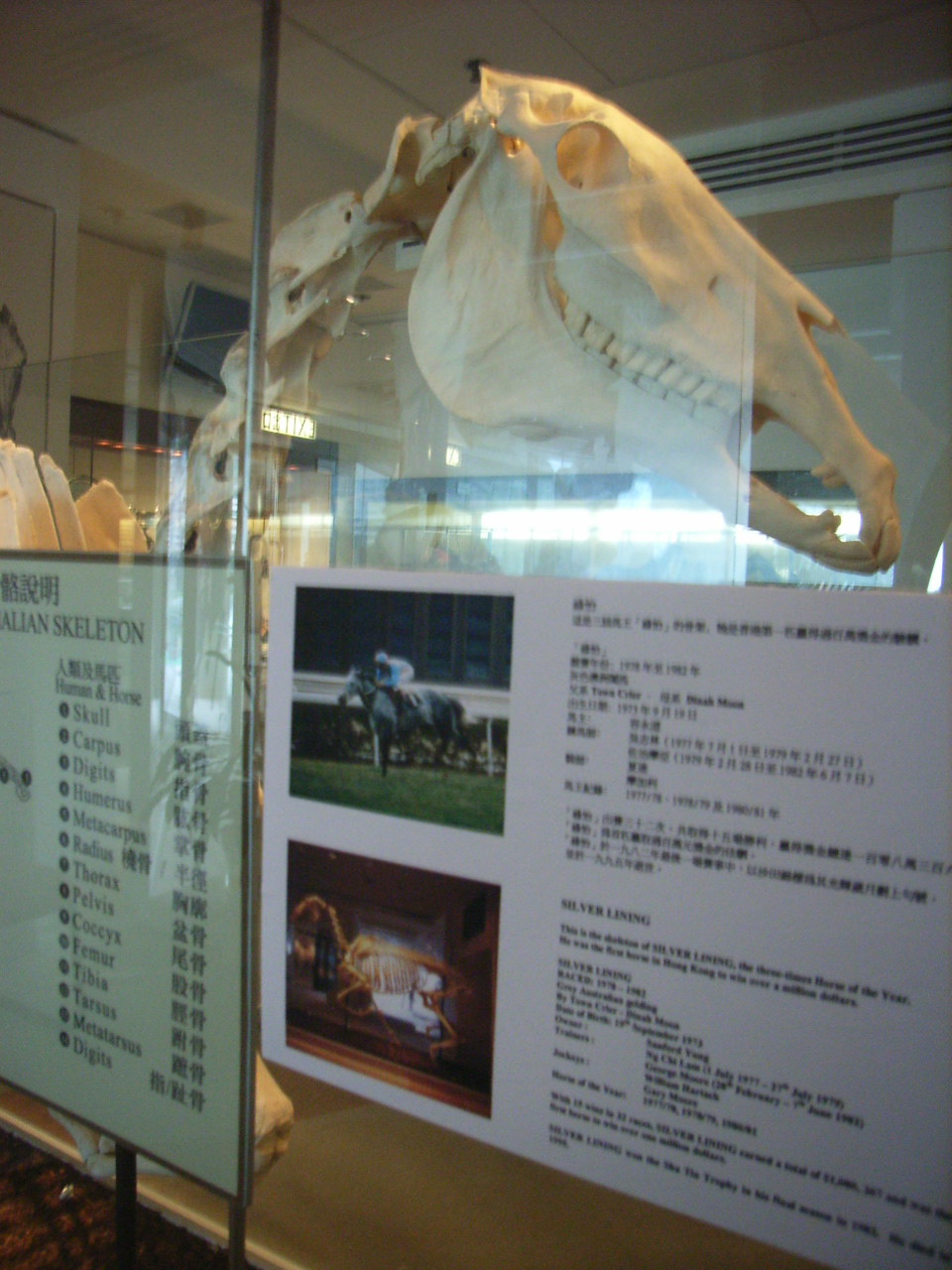
香港馬王「祿怡(Silver Lining)」の骨格標本
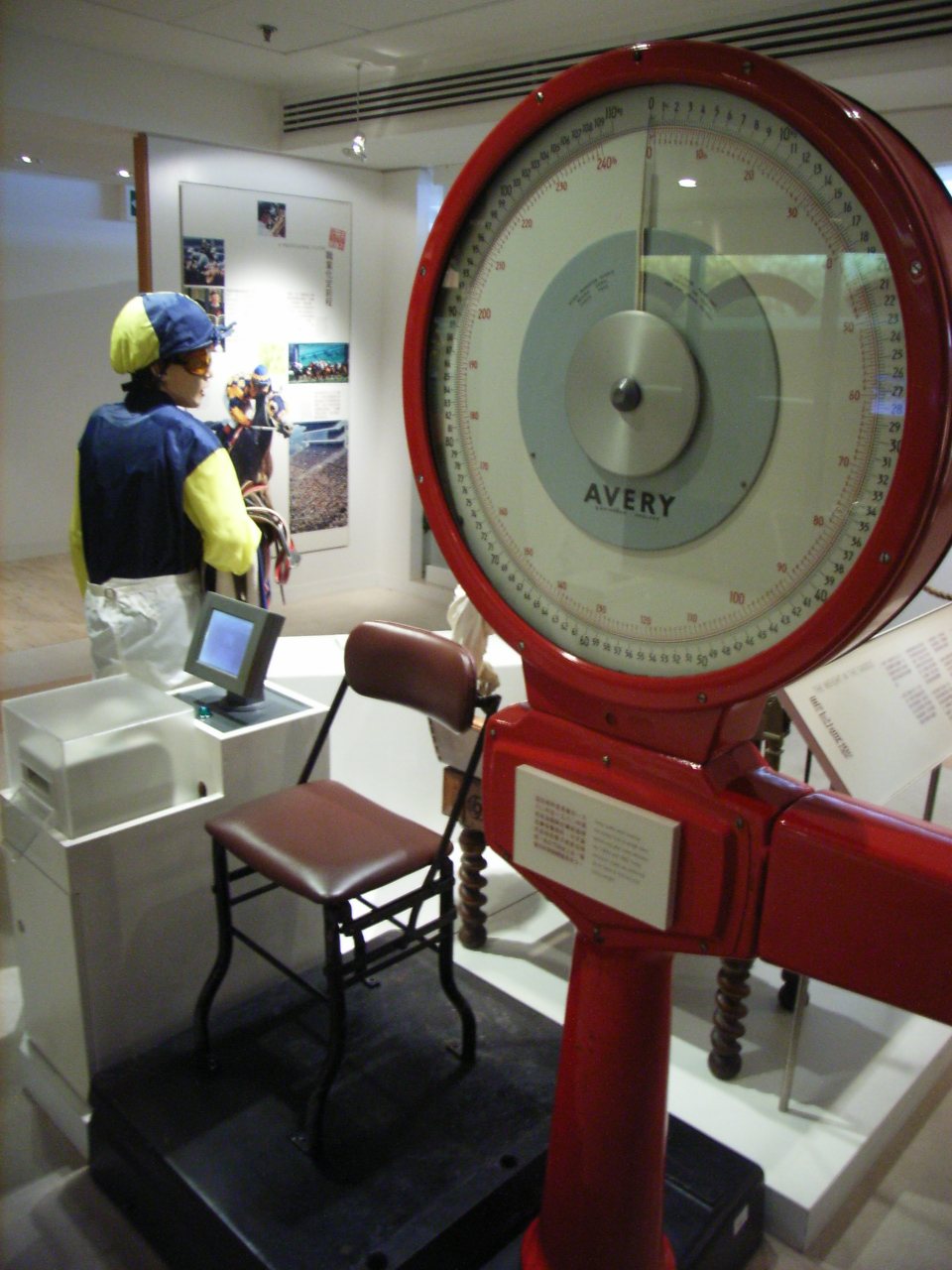
騎手用検量器
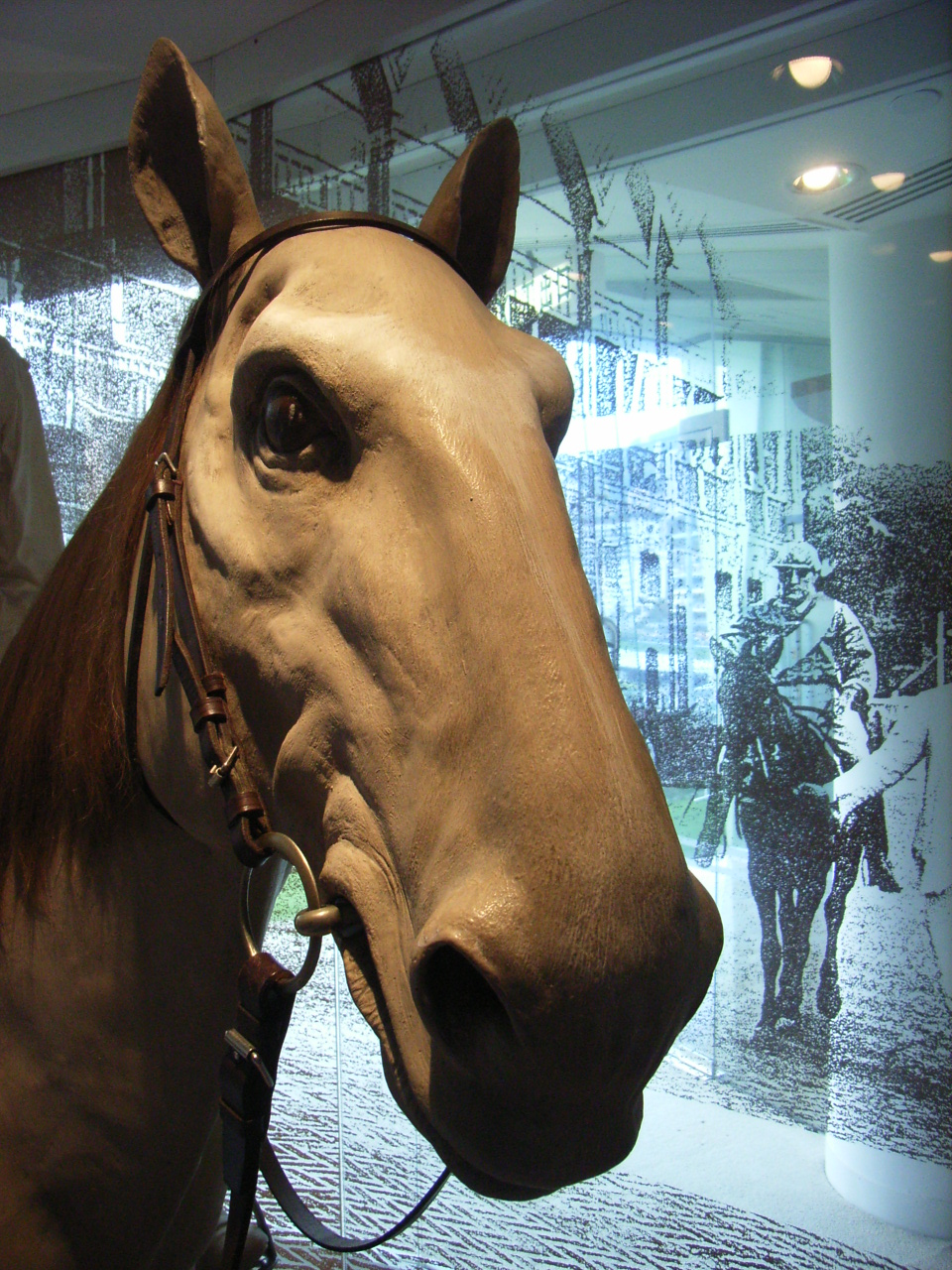
馬の実物大模型
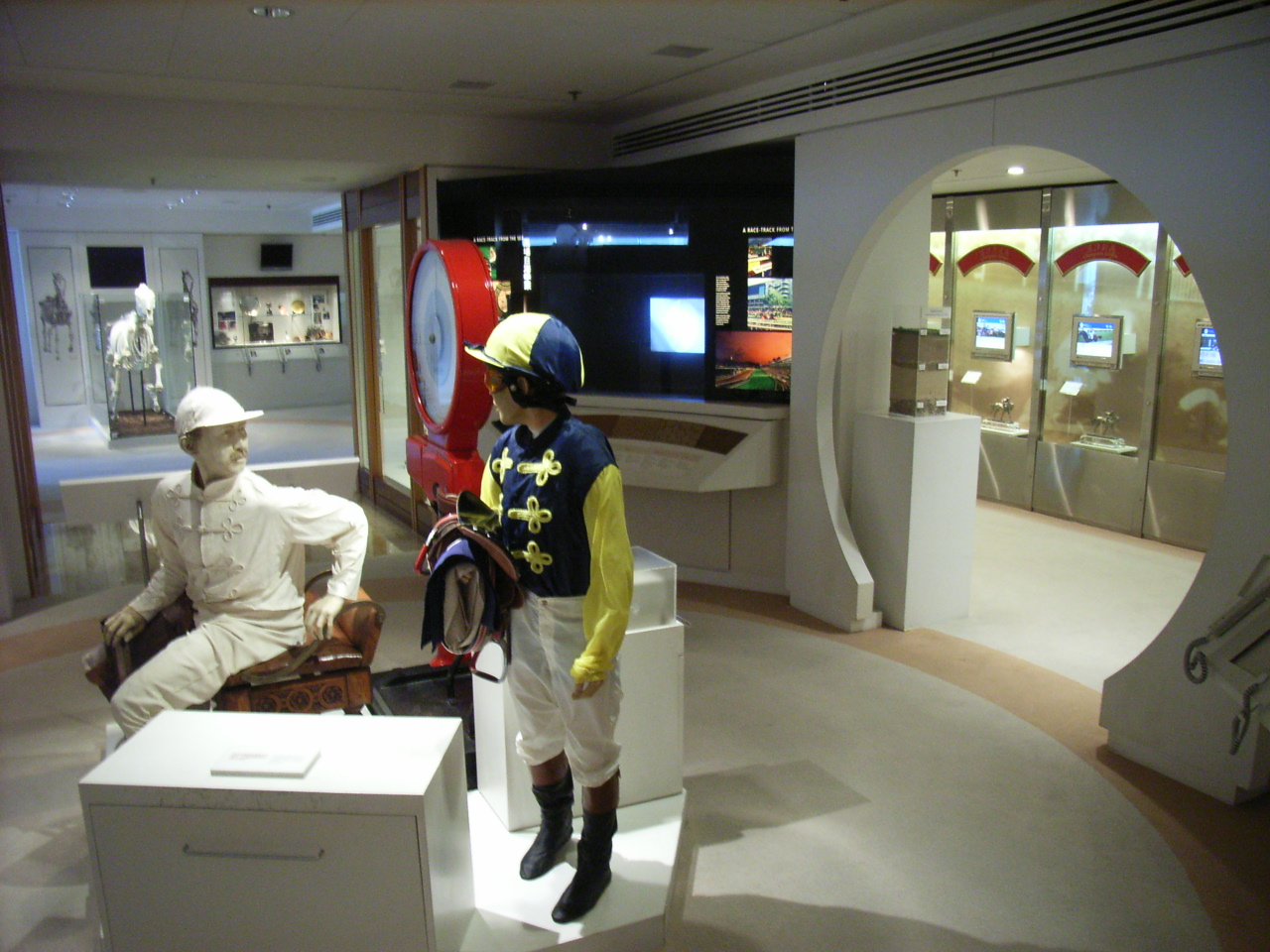
展示室
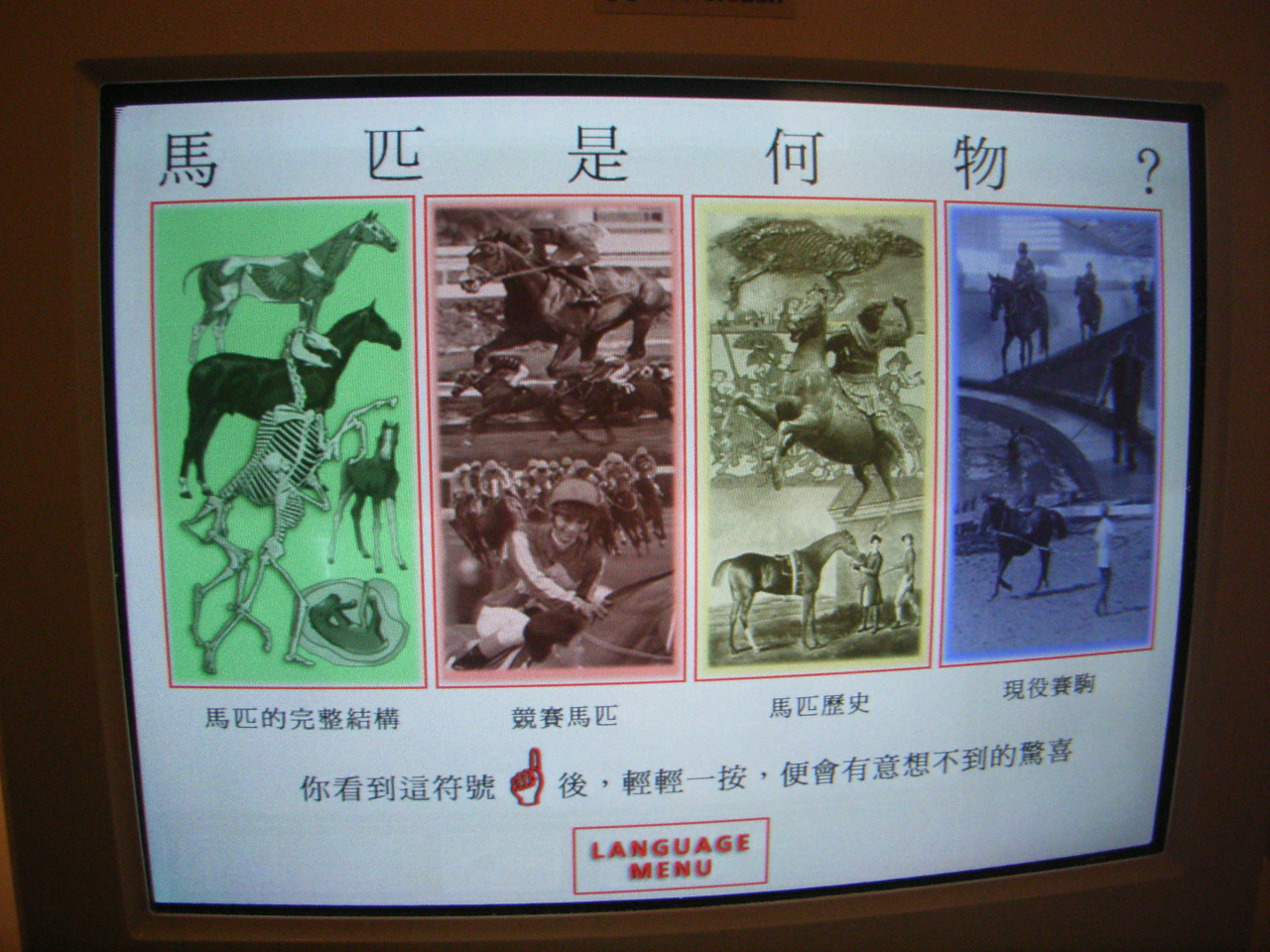
画面による説明機器
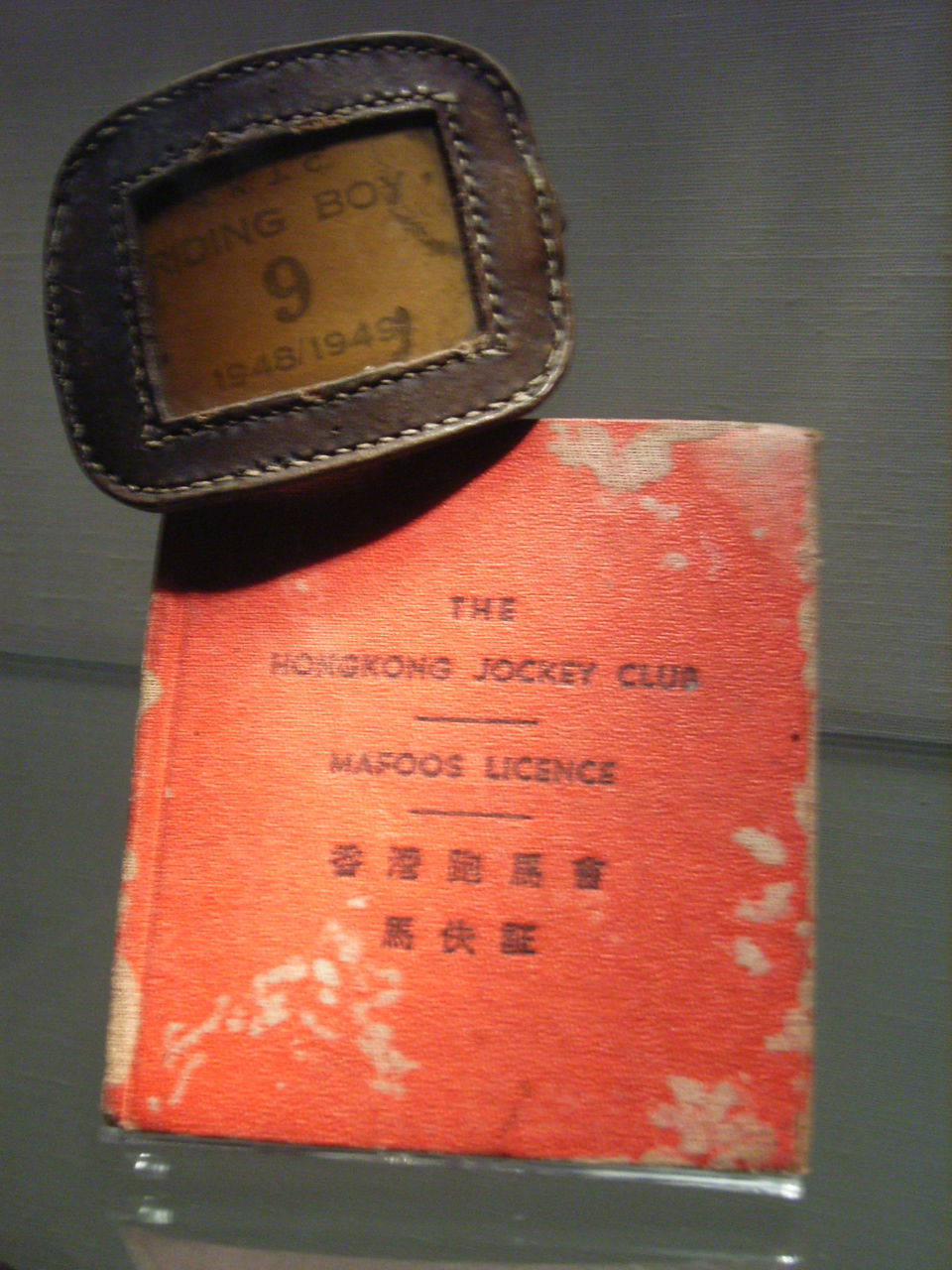
かつての馬主章

## 開館時間
- 火曜日～日曜日および祝日: 10:00 - 17:00
- ハッピーバレー競馬場での競馬開催日：10:00 - 12:30
- 月曜日および春節期間中：休館

## 交通アクセス
- トラム
- バス：1、2、5、5B、8、8X、10、11、15、23B、26、37A、37B、38、42、72、72A、75、76、77、90、92、96、97、101、103、104、109、110、111、112、113、182、307、590A、592、601、603、619、641、680、681、690、692、789、905、914、960、961、962、968、969、M590、M722、N8、N8X、N11、N90、N121、N182、N619、N680、N691、N962、N968、N969
- ミニバス：28、56、56A